# Julius af Slesvig-Holsten-Sønderborg-Glücksborg
Prins Julius til Slesvig-Holsten-Sønderborg-Glücksborg (14. oktober 1824 – 1. juni 1903) var en dansk-tysk prins af Slesvig-Holsten-Sønderborg-Glücksborg, der var en yngre søn af Hertug Vilhelm af Slesvig-Holsten-Sønderborg-Glücksborg og Louise Karoline af Hessen-Kassel.
Prins Julius var lillebror til Kong Christian 9. af Danmark. Han gjorde militær karriere i preussisk tjeneste, indtil han søgte sin afsked ved udbruddet af den Anden Slesvigske Krig. Han opholdt sig en kort periode i Grækenland som rådgiver for sin nevø, Kong Georg 1. af Grækenland.

## Biografi

### Fødsel og baggrund
Prins Julius blev født den 14. oktober 1824 på Gottorp Slot i Hertugdømmet Slesvig som prins af Slesvig-Holsten-Sønderborg-Beck. Han var det ottende barn og femte søn født i ægteskabet mellem Hertug Vilhelm af Slesvig-Holsten-Sønderborg-Beck og Prinsesse Louise Karoline af Hessen-Kassel. Han blev opkaldt efter sin mors søster, Prinsesse Juliane, abbedisse i Itzehoe Kloster.
Hans far var overhovede for slægten Slesvig-Holsten-Sønderborg-Beck, en fjern og ubetydelig sidelinje til det danske kongehus, der nedstammede fra Kong Christian 3. Hans mor var datter af Landgreve Karl af Hessen, dansk feltmarskal og statholder i hertugdømmerne Slesvig og Holsten, og Prinsesse Louise af Danmark, datter af Kong Frederik 5. Gennem sin far nedstammede Prins Julius dermed i lige linje fra Kong Christian 3., mens han gennem sin mor var oldebarn af Kong Frederik 5.
Prins Julius havde ni søskende, heriblandt den senere kong Christian 9. af Danmark.

### Opvækst
Prins Julius voksede indledningsvis op med sine mange søskende på Gottorp Slot, hvor familien boede hos hertug Vilhelms svigerforældre. I 1824 døde imidlertid enkehertuginde Anna Caroline, enke efter den sidste hertug af den ældre linje af huset Slesvig-Holsten-Sønderborg-Glücksborg, Frederik Henrik Vilhelm, der var død i 1779. Glücksborg Slot stod herefter tomt, og ved et kongeligt patent af 6. juni 1825 overdrog Kong Frederik 6. af Danmark slottet til Vilhelm og udnævnte ham til Hertug af Slesvig-Holsten-Sønderborg-Glücksborg. Familien flyttede herefter til Glücksborg, hvor Prins Julius blev opdraget sammen med sine søskende under faderens ledelse. "Jeg opdrager mine sønner med strenghed, for at disse skulle lære at adlyde, uden at jeg dog derfor undlader at gøre dem tilgængelige for nutidens krav og fordringer", skrev hertugen til en ven.

### Militær karriere
Hertug Vilhelm døde allerede som 46-årig i 1831. På Glücksborg Slot, moderens enkesæde, fortsattes og afsluttedes hans undervisning. I 1842 blev han konfirmeret sammen med sin lillebror, Prins Hans, og rejste derefter efter Kong Christian 8.'s ønske til Berlin for at blive uddannet som officer i preussisk militær. Som 18-årig blev han løjtnant ved husarregimentet i Aschersleben. Hans militære løbebane blev midlertidigt afbrudt fra 1844 til 1846, hvor han gennemgik et akademisk kursus ved Universitetet i Bonn. Derefter genoptog han den militære karriere i preussisk tjeneste. Under Treårskrigen kæmpede han mod Danmark som del af det troppekontingent Preussen sendte til Slesvig-Holsten for at komme de slesvig-holstenske oprørere til undsætning. Allerede i 1849 bad han sig dog fritaget for denne tjeneste, som følge af den interessekonflikt han dermed var havnet i. I 1852 blev han udnævnt til premierløjtnant, i 1854 ritmester, og i 1860 avancerede han til major.
Efter sin brors tronbestigelse som Kong Christian 9. og udbruddet af den 2. Slesvigske Krig tog prins Julius afsked fra preussisk tjeneste. I 1864 udnævntes han til oberstløjtnant à la suite i den danske hær og blev elefantridder; I 1865 blev han forfremmet til oberst og i 1868 til generalmajor à la suite.

### Ophold i Grækenland
I efteråret 1865 rejste Prins Julius til Grækenland som ledsager og rådgiver for sin unge brodersøn, Prins Vilhelm af Danmark, der netop var blevet valgt til konge af Grækenland under navnet Georg 1. Han blev dog sendt hjem igen, da Kong Georg efter at være vendt hjem fra en gåtur opdagede, at Prins Julius i hans fravær havde inviteret syv ministre, der havde været forbundet med den tidligere, upopulære Kong Otto, til slottet for at diskutere muligheden for at fjerne en anden af kongens rådgivere, den upopulære Grev W.C.E. Sponneck. Rasende over hvad han opfattede som forsøg på en paladsrevolution, beordrede Kong Georg Prins Julius at forlade Grækenland indenfor en uge med ordene: "Jeg vil ikke tillade nogen indblanden i min regerings handlemåde".

### Ægteskab
Den 2. juli 1883 giftede prins Julius sig som 59-årig på Ballenstedt Slot i Hertugdømmet Anhalt med den kun 27-årige Elisabeth von Ziegesar (1856–1887), der var datter af den sachsiske ritmester Alaric de Ziegesar. Ægteskabet var morganatisk, og Christian 9. tillagde hende efter brylluppet titlen Grevinde af Roest.

### Senere liv
Grevinde Elisabeth døde allerede som 31-årig af lungebetændelse den 20. november 1887 under et ophold i Montreux i Schweiz efter blot fire års ægteskab. Prins Julius opholdt sig herefter på skift i sine villaer i Itzehoe og Glücksborg. Han overlevede sin kone med 16 år og døde 78 år gammel den 1. juni 1903 i Itzehoe.

## Titler og æresbevisninger
- 1865 - Elefantridder